# Бистрий (Бєлгородська область)
Бистрий (рос. Быстрый) — хутір у Бєлгородському районі Бєлгородської області Російської Федерації.
Населення становить 16  осіб. Входить до складу муніципального утворення Безсоновське сільське поселення.

## Історія
Населений пункт розташований у східній частині української суцільної етнічної території — східній Слобожанщині.
Згідно із законом від 20 грудня 2004 року № 159 від 1 січня 2006 року належить до муніципального утворення Безсоновське сільське поселення.

## Населення
| 2002 | 2010 |
| ---- | ---- |
| 10   | ↗16  |